# Drzewo dwumianowe (ekonomia)
Drzewo dwumianowe – model rynku umożliwiający wycenę instrumentów pochodnych; jest to model dyskretny, tzn. zakłada, że ceny na rynku zmieniają się jedynie w ustalonych momentach.

## Założenia
- Na rynku dostępne są:
  - rachunek bankowy przynoszący bez ryzyka stałą stopę dochodu;
  - instrument ryzykowny (akcja) o nieznanej wartości w przyszłości;
- handel na rynku może odbywać się jedynie w określonych momentach {\displaystyle 0=t_{0},t_{1},\dots ,t_{n}=T} przedziału czasowego {\displaystyle [0,T];}
- liczba możliwych scenariuszy dotyczących kształtowania się cen akcji w przyszłości jest skończona;
- wysokość wypłaty (wypłat) z instrumentu pochodnego, który chcemy wycenić, zależy jedynie od kształtowania się cen akcji;
- rynek jest pozbawiony możliwości arbitrażu, nie ma kosztów transakcyjnych, akcje są doskonale podzielne, nie ma ograniczeń krótkiej sprzedaży.

## Drzewo dwumianowe jednookresowe
W modelu dwumianowym jednookresowym mamy {\displaystyle n=1,} rozważamy więc wartości jedynie w dwóch punktach czasu: {\displaystyle t_{0}=0} oraz {\displaystyle t_{1}=T.} Zbiór możliwych scenariuszy jest dwuelementowy, modelujemy go jako przestrzeń probabilistyczną {\displaystyle (\Omega ,{\mathcal {F}},{\mathsf {P}}),} gdzie
- {\displaystyle \Omega =\{\omega _{u},\omega _{d}\},}
- {\displaystyle {\mathcal {F}}=2^{\Omega }} – {\displaystyle \sigma }-ciało wszystkich podzbiorów {\displaystyle \Omega ,}
- {\displaystyle {\mathsf {P}}} – miara probabilistyczna (może opisywać rzeczywiste prawdopodobieństwo lub prawdopodobieństwo subiektywne inwestora) spełniająca warunek

{\displaystyle {\mathsf {P}}(\{\omega _{u}\})=p>0,} {\displaystyle {\mathsf {P}}(\{\omega _{d}\})=1-p.}
Wypłatą (z instrumentu pochodnego) w modelu jednookresowym będziemy nazywać zmienną losową {\displaystyle X} określoną na przestrzeni {\displaystyle \Omega .}

### Proces ceny rachunku bankowego
Zakładamy, że środki ulokowane na rachunku bankowym w chwili {\displaystyle 0} przynoszą bez ryzyka stopę dochodu {\displaystyle r} w chwili {\displaystyle T.} Jeśli przez {\displaystyle B_{t}} oznaczymy wartość w chwili {\displaystyle t} jednostki ulokowanej na rachunku bankowym, mamy:
{\displaystyle B_{0}=1,}
{\displaystyle B_{T}(\omega _{u})=B_{T}(\omega _{d})=1+r.}

### Proces ceny akcji
Niech {\displaystyle S_{t}} oznacza cenę akcji w chwili {\displaystyle t.} Zakładamy, że
{\displaystyle S_{0}=s>0,}
{\displaystyle S_{T}(\omega _{u})=S_{0}u,}
{\displaystyle S_{T}(\omega _{d})=S_{0}d,}
przy czym aby rynek był wolny od arbitrażu wymagamy, żeby {\displaystyle d<1+r<u.}

### Wycena instrumentu pochodnego
Idea wyceny wypłaty opiera się na konstrukcji portfela replikującego, tzn. portfela składającego się z takiej ilości jednostek rachunku bankowego oraz z takiej ilości akcji, aby jego wartość w chwili {\displaystyle T} była równa wysokości wypłaty {\displaystyle X.} Za cenę sprawiedliwą wypłaty przyjmuje się wartość tak skonstruowanego portfela w chwili {\displaystyle 0.} Okazuje się, że wynika z tego następujący wzór na wycenę wypłaty {\displaystyle X{:}}
{\displaystyle \Pi (X)={\frac {1}{1+r}}{\mathsf {E}}_{{\mathsf {P}}^{*}}(X),}
gdzie {\displaystyle {\mathsf {P}}^{*}} zdefiniowana w następujący sposób:
{\displaystyle {\mathsf {P}}^{*}(\{\omega _{u}\})={\frac {(1+r)-d}{u-d}},}
{\displaystyle {\mathsf {P}}^{*}(\{\omega _{d}\})={\frac {u-(1+r)}{u-d}},}
jest równoważną {\displaystyle P} miarą martyngałową (tzn. taką, że {\displaystyle \left\{{\frac {S_{k}}{B_{k}}}\right\}_{k=0,1}} (zdyskontowany proces cen) jest {\displaystyle {\mathsf {P}}^{*}}-martyngałem).

## Drzewo dwumianowe wielookresowe
Model jednookresowy da się uogólnić na {\displaystyle n>1,} otrzymując model dwumianowy wielookresowy, zwany także modelem Coxa-Rossa-Rubinsteina (CRR). Zakładamy, że ceny mogą się zmieniać jedynie w momentach {\displaystyle 1,2,\dots ,n.} W modelu tym pracujemy na przestrzeni {\displaystyle (\Omega ,{\mathcal {F}},{\mathsf {Q}}),} gdzie
- {\displaystyle \Omega =\{\omega _{u},\omega _{d}\}^{n},}
- {\displaystyle {\mathcal {F}}=2^{\Omega },}
- {\displaystyle {\mathsf {Q}}={\mathsf {P}}^{\otimes n}} (miara produktowa),

gdzie {\displaystyle {\mathsf {P}}(\{\omega _{u}\})=p>0,} {\displaystyle {\mathsf {P}}(\{\omega _{d}\})=1-p.}
Wprowadzamy ponadto filtrację {\displaystyle \{{\mathcal {F}}_{t}\}_{t=0,1,\dots ,n}} reprezentującą zasób wiedzy o rynku do chwili {\displaystyle t} włącznie.

### Proces ceny rachunku bankowego
{\displaystyle B_{t}=(1+r)^{t}}

### Proces ceny akcji
{\displaystyle S_{0}=s>0,}
{\displaystyle S_{t+1}=S_{t}Z_{t+1},}
gdzie {\displaystyle Z_{1},Z_{2},\dots ,Z_{n}} są niezależnymi zmiennymi losowymi o takim samym rozkładzie dwupunktowym: przyjmują wartość {\displaystyle u} z prawdopodobieństwem {\displaystyle p} oraz wartość {\displaystyle d} z prawdopodobieństwem {\displaystyle 1-p,} ponadto zmienna {\displaystyle Z_{i}} jest {\displaystyle {\mathcal {F}}_{i}}-mierzalna. Innymi słowy zakładamy, że w kolejnym momencie czasu cena może zwiększyć się o czynnik {\displaystyle u} bądź zredukować czynnikiem {\displaystyle d} przy czym prawdopodobieństwo pójścia w górę bądź w dół jest stałe w czasie. Zasób dostępnej informacji jest wynikiem obserwacji cen akcji, możemy więc napisać
{\displaystyle {\mathcal {F}}_{t}=\sigma (\{S_{s}\colon s\leqslant t\}).}
Można pokazać, że podobnie jak w przypadku drzewa jednookresowego, na rynku nie ma arbitrażu wtedy i tylko wtedy gdy {\displaystyle d<1+r<u.}

### Wycena instrumentu pochodnego
Wypłatą będziemy nazywać zmienną losową {\displaystyle {\mathcal {F}}_{T}}-mierzalną.
W modelu wielookresowym bez arbitrażu również można znaleźć równoważną miarę martyngałową {\displaystyle {\mathsf {Q}}^{*}.} Jest ona produktem miar {\displaystyle {\mathsf {P}}^{*}} takich jak w przypadku jednookresowym. Proces ceny wypłaty {\displaystyle X} w tym modelu można przedstawić następująco:
{\displaystyle \Pi _{t}(X)={\frac {1}{(1+r)^{(T-t)}}}{\mathsf {E}}_{{\mathsf {Q}}^{*}}(X|{\mathcal {F}}_{t}).}
W szczególności, dla wypłaty postaci {\displaystyle X=f(S_{T})} zachodzi wzór
{\displaystyle \Pi _{t}(X)={\frac {1}{(1+r)^{(T-t)}}}\sum _{i=0}^{t}{{T-t} \choose i}p_{*}^{i}(1-p_{*})^{(T-t-i)}f(S_{t}u^{i}d^{(T-t-i)}),}
gdzie:
{\displaystyle p_{*}={\frac {(1+r)-d}{u-d}}.}

## Implementacja
Krok 1
W każdym kroku (wierzchołku drzewa) cena akcji idzie albo w górę {\displaystyle u} razy albo w dół {\displaystyle d} razy, przy {\displaystyle u\geqslant 1} i {\displaystyle 0<d\leqslant 1.} Jeżeli zatem {\displaystyle S} oznacza aktualną cenę akcji, to w następnym wierzchołku cena ta będzie wynosić albo {\displaystyle S_{up}=S\cdot u} albo {\displaystyle S_{down}=S\cdot d.}
Współczynniki {\displaystyle u} i {\displaystyle d} wyznaczane są w oparciu o współczynnik zmienności {\displaystyle \sigma ,} oraz interwał czasowy {\displaystyle t} pomiędzy kolejnymi wierzchołkami. Z założenia mówiącego, że wariancja logarytmu ceny akcji w chwili {\displaystyle t} wynosi {\displaystyle \sigma ^{2}t,} wnioskujemy, że
{\displaystyle u=e^{\sigma {\sqrt {t}}},}
{\displaystyle d=e^{-\sigma {\sqrt {t}}}={\frac {1}{u}}.}
W szczególności, cena instrumentu jest taka sama gdy na pewnym kroku idzie ona w górę a później w dół bądź odwrotnie; rzeczona cecha modelu znacząco poprawia wydajność obliczeniową z uwagi na zredukowaną liczbę rozważanych ścieżek. Ostatecznie
{\displaystyle S_{n}=S_{0}\cdot u^{N_{u}-N_{d}},}
gdzie {\displaystyle N_{u}} i {\displaystyle N_{d}} oznaczają, odpowiednio, liczbę wierzchołków w których cena instrumentu poszła do góry bądź w dół.
Krok 2
W ostatnim wierzchołku drzewa, tj. wierzchołku w którym dokonywana jest wycena instrumentu, jego wartość wynosi odpowiednio
{\displaystyle \max\{S_{n}-K,0\},} dla opcji kupna,
{\displaystyle \max\{K-S_{n},0\},} dla opcji sprzedaży,
gdzie {\displaystyle K} oznacza cenę wykonania.
Krok 3
Proces wyceny odbywa się niejako wstecz, rozpoczynając od ostatniego wierzchołka, a skończywszy na pierwszym; jest to szukana wycena instrumentu finansowego.
Pod założeniem istnienia miary obojętnej na ryzyko, sprawiedliwa cena instrumentu równa jest wartości oczekiwanej przyszłych wypłat zdyskontowanych przez stopę oprocentowania wolną od ryzyka. Dokładniej,
{\displaystyle C_{t-\Delta t,i}=e^{-r\Delta t}(pC_{t,i+1}+(1-p)C_{t,i-1}),}
gdzie:
{\displaystyle C_{t,i}} ceną instrumentu na {\displaystyle i}-tym wierzchołku w chwili {\displaystyle t,}
{\displaystyle p={\frac {e^{(r-q)\Delta t}-d}{u-d}}}
jest tak dobranym prawdopodobieństwem by odpowiadający mu rozkład dwumianowy aproksymował geometryczny ruch Browna (z parametrami {\displaystyle r} and {\displaystyle \sigma }) opisujący fluktuację cen,
{\displaystyle q} jest stopą dywidendy z instrumentu finansowego. Pod założeniem istnienia miary obojętnej na ryzyko, ceny w przyszłości powinny mieć zerową spodziewaną stopę wzrostu, a więc często przyjmuje się {\displaystyle q=r} dla kontraktów futures.

### Rozszerzenia modelu
Możliwe jest rozszerzenie modelu CRR na następujące sposoby:
- opuścić założenie jednakowego rozkładu zmiennych {\displaystyle Z_{i},}
- wprowadzić zmienną w czasie stopę procentową,
- dopuścić, aby akcja wypłacała dywidendę.

## Związek z modelem Blacka-Scholesa
Słynny model Blacka-Scholesa jest w pewnym sensie granicą pewnych modeli CRR. {\displaystyle n}-te przybliżenie modelu Blacka-Scholesa z parametrami {\displaystyle r,\sigma ,T} jest {\displaystyle n}-okresowym modelem CRR z parametrami
{\displaystyle u=e^{\sigma {\sqrt {\delta }}_{n}},} {\displaystyle d={\frac {1}{u}}=e^{-\sigma {\sqrt {\delta }}_{n}}.}
Można pokazać, że proces {\displaystyle \{{S}_{t}^{n}\}_{0\leqslant t\leqslant T},} będący liniową interpolacją procesu otrzymanego w tak skonstruowanym modelu CRR zbiega słabo w przestrzeni funkcji ciągłych na odcinku {\displaystyle [0,T]} do procesu {\displaystyle \{S_{t}\}_{0\leqslant t\leqslant T}} spełniającego stochastyczne równanie różniczkowe
{\displaystyle \mathrm {d} S_{t}=rS_{t}\,\mathrm {d} t+\sigma S_{t}\,\mathrm {d} W_{t}.}